# 7165 Pendleton
7165 Pendleton è un asteroide della fascia principale. Scoperto nel 1985, presenta un'orbita caratterizzata da un semiasse maggiore pari a 2,6053339 UA e da un'eccentricità di 0,1536873, inclinata di 13,92322° rispetto all'eclittica.